# Elisabeth Schröder (Turnerin)

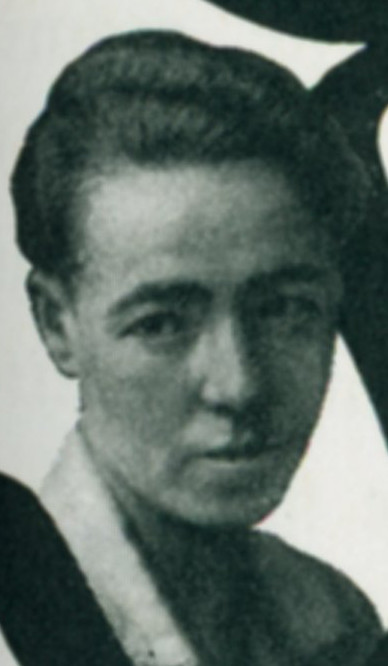
Elisabeth Schröder, um 1924

Elisabeth Bertha „Els“ Schröder (* 9. Juni 1899 in Fürth; † 31. März 1996 in München) war eine deutsche Turnerin. Sie lehrte als Dozentin für Sport an der Lehrerinnenbildungsanstalt in Kaiserslautern und wurde 1929 auf dem Deutschen Turntag in Berlin zur ersten Deutschen Frauenturnwartin gewählt. 

## Leben und Wirken

### Ausbildung und erste Stationen
Els Schröder trat 1915 in den Turnverein Fürth ein und wurde 1918 Gauturnwartin im Regnitz-Turngau. Ursprünglich hatte Els Schröder Ärztin werden wollen, aber wegen ihrer damaligen schwankenden Konstitution hatte ihr Hausarzt ihr abgeraten. So wurde sie Volksschullehrerin, absolvierte das Seminar in Aschaffenburg und fasste nach ihrer vollständigen Genesung dort den Entschluss, Turnlehrerin zu werden. Ihr Vater, „ein sehr fähiger und eifriger Turner“ sowie eine Turnlehrerin im Seminar in Aschaffenburg waren ihre Vorbilder. Als Volksschullehrerin ließ sie sich während ihres Praktikums in München an der dortigen Bayerischen Landesturnanstalt als Turnlehrerin ausbilden. Sie absolvierte dies 1920 mit Auszeichnung.
1923 nahm sie am Deutschen Turnfest in München teil, dem ersten, an dem Turnerinnen teilnehmen konnten. Später bildete sie sich bei Karl Loges in Hannover, Hinrich Medau in München und Fritz Groh in Leipzig fort.
Nach ihren ersten Einsätzen in Umschulungslehrgängen für angehende Turnlehrerinnen in Ludwigshafen, Neustadt an der Weinstraße, Kaiserslautern, Frankenthal und Kusel berief sie das bayerische Kultusministerium – die Pfalz war damals Teil Bayerns – im Jahr 1925 an die Lehrerinnenbildungsanstalt in Kaiserslautern, wo sie Volksschullehrerinnen für das Fach Sport ausbildete. Als 1928 als eine Neuerung der regelmäßige Turnunterricht für Mädchen am damaligen Humanistischen Gymnasium in Kaiserslautern (heute Albert-Schweitzer-Gymnasium) eingeführt wurde, wurde ihr dieser Unterricht übertragen.
1925 gründete sie im Turnverein 1861 Kaiserslautern eine neue Turnabteilung, aus der 1928 mehrere Frauen-, Turnerinnen- und Jugendturnerinnen-Abteilungen hervorgingen. Sie leitete Abteilungen zur Ausbildung für Vorturnerinnen und eine Vorführungsabteilung.

### Frauenturnwartin im Pfälzer und im Deutschen Turner-Bund
1926 wurde Schröder in Zweibrücken zur Kreisfrauenturnwartin des Pfälzer Turnerbundes gewählt, eine Position, die bisher nur von Männern besetzt war. Sie bemerkte dazu: „Da aber in allen deutschen ‚Turnkreisen‘, mit Ausnahme von Ostpreußen und der Pfalz, nur Männer [..,] gute Turn- und Lehrmeister, als Frauenturnwarte tätig waren, war für mich der Anfang bitterschwer.“ Selbst bis in die 1930er Jahre gab es nur in sechs von 23 Turngauen eine Frauenturnwartin. So war Schröder auch hier eine Pionierin.
Als Frauenturnwartin des Pfälzer Turnerbundes plante und begleitete sie die Darbietung der Turnerinnen der Pfalz auf dem Deutschen Turntag in Köln 1928. Hier zeigte sie auch erstmals ihre „allgemeinen Freiübungen“ für sechs- bis zehnjährige Mädchen, Vorläufer der heutigen rhythmischen Sportgymnastik. Zeitgenössisch übertitelt hießen sie: „Wir wollen uns recken und strecken, den Blick zum Himmel gewandt“, „Wir wollen uns wiegen und biegen wie 's Bäumchen im Wind“ oder „Wir wollen hüpfen und springen, bekunden fröhlichen Sinn“.
1929 leitete Schröder – weil Ober- und Männerturnwart gleichzeitig erkrankt waren – erstmals als Frau die Freiübungen der Männer auf dem 2. Pfälzischen Kreisturnfest.
Einen Höhepunkt fand ihr Werdegang, als Schröder am 4. Oktober 1929 beim Deutschen Turntag in Berlin, der 20. Veranstaltung des DTT, im Deutschen Reichstag mit 188 zu 148 zur ersten Deutschen Turnwartin gewählt wurde und damit erstmals auch auf Landesebene eine Frau das Frauenturnen leitete. Unterstützung erhielt sie durch eine programmatische Rede von Henni Warninghoff, die sich für eine Frau in dieser Position eingesetzt hatte. In seinem Rückblick auf diesen Turntag hat Alexander Dominicus, der wiedergewählte Vorsitzende des Deutschen Turntages, ausdrücklich diese Wahl begrüßt: „Wer sich vergegenwärtigt, wie stark die prozentuale Zunahme des weiblichen Geschlechts in der DT in den letzten Jahren geworden ist, der kann sich der Erkenntnis nicht verschließen, dass diese Wahl einer Frau ein notwendiger und glücklicher Schritt in der Anpassung an die Zeitverhältnisse gewesen ist.“ Dennoch erfuhr Schröder in ihrer Arbeit viel Widerstand von Männern und von Frauen gleichermaßen, aber sie äußerte dazu: „Ich ließ mich aber nicht beirren, ging gerade meinen Weg und wurde dann auch anerkannt.“
Als eines der schönsten Erlebnisse ihrer Turn-Laufbahn erwähnte Schröder stets das 15. Deutsche Turnfest 1933 in Stuttgart, bei dem sie als erste Frau die Freiübungen der 17.000 Turnerinnen gestaltete. Dies zeugte von einem hohen Maß an Kreativität und bedeutete die Bewältigung eines großen logistischen Aufwands.
In einem Interview, veröffentlicht am 26. April 1931 in der Pfälzischen Rundschau, beschreibt die Autorin Erna Reidel Els Schröder wie folgt: „eine grazil gebaute, geschmeidige, hübsche, elegant gekleidete junge Dame, die ihre Ziele wohl ... mit kluger Pädagogik und liebenswürdiger Diplomatie voll weiblichem Charme zu erreichen“ suchte.

### Beitrag zur Gestaltung des Frauenturnens
In ihrer Schrift „Die Leibesübungen der weiblichen Jugend“ plädierte Schröder 1935 als Frauenturnwartin der Deutschen Turnerschaft dafür, dass Frauen teilhaben können an einer Vielzahl von Sportarten. Sie sah die Bedeutung des Sports für Mädchen und Frauen darin, die natürliche Bewegungsfreiheit zu erhalten, Wachstumsreize zu vermitteln und damit wohltuend besonders auf Herz und Lunge zu wirken, Freude an der Bewegung zu steigern zur Lebenslust, auch Freude an der körperlichen Leistungsfähigkeit zu haben und das alles in Gemeinschaft zu erfahren. Die „Bewegungsschulung“ „verlangt Harmonie der Bewegungen, eine Einstimmung höchsten Grades und eine ewige Wechselbeziehung von Körper zu Geist und Seele. Sie verlangt einen feinen Kräfteeinsatz…, um ein Höchstmaß von Leistung zu erreichen. Das ist Koordination in der Vollendung, das ist Harmonie, nach der wir drängen, das ist ungehemmte Natürlichkeit, Schönheit. Darin liegt Bewegung, und Bewegung ist Leben, und Leben ist Freude, und Freude gibt Kraft und Gesundheit.“
Gleichzeitig setzte sie in Kaiserslautern eine moderne Sportkleidung durch, die Arme und Beine nicht mehr bedeckte. Bei Festzügen trugen die Turnerinnen ärmellose Kleider mit kniekurzen Röcken, die sich auch bei den Tänzen gut verwenden ließen.

### Turnen und Politik in der Zeit des Nationalsozialismus
Die Vielfalt der Turn- und Sportvereine im Deutschen Reich wurde in der Zeit des Nationalsozialismus durch das Verbot von der sozialdemokratischen und marxistischen Arbeiterturn- und Sportbewegung (1933) sowie der konfessionellen Turnverbände (1935) rigoros beschränkt. Jüdische Organisationen wurden nach den Olympischen Spielen 1936 verboten. Einerseits positionierte sich auch Els Schröder gegen die „Freien Turner im MTSV“, dem marxistischen Turn- und Sportverein in Kaiserslautern, als sie äußerte, sie habe „die Absicht, mit den Turnerinnen den Platz zu verlassen, wenn frühere Mitglieder der früheren Freien Turn- und Sportvereine zum Wettturnen antreten“ sollten. Andererseits verweigerte sie sich selbst der Vereinnahmung durch den Nationalsozialismus:
Bei der Olympiade 1936 in Berlin hatte Els Schröder die gymnastischen Übungen von Turnerinnen im Begleitprogramm choreographiert. Adolf Hitler zeigte sich beeindruckt von der Leistung der Frauen und lud zum Gespräch ein. Es kam fast zu einem Eklat, als Els Schröder diesem Wunsch nicht unverzüglich Folge leistete und zuerst noch ihre Turnerinnen betreute und dann Hitler mit einem „Grüß Gott, Herr Hitler“ statt „Heil Hitler“ begrüßte.
Aufsehen erregte auch ihre Entscheidung, nicht der NSDAP beizutreten. Die Mitgliedschaft in der Partei war für alle Funktionäre im Sport nach der Gleichschaltung der Deutschen Turnerschaft im Reichsbund für Leibesübungen Voraussetzung geworden. Die protestantisch geprägte Els Schröder verlor mit der Weigerung des Beitritts in die NSDAP alle turnerischen Ämter im eigenen Turnverein und auf allen Ebenen der Deutschen Turnerschaft.
In den folgenden Jahren arbeitete sie als Landessportführerin beim Deutschen Roten Kreuz. Während des Krieges war sie als DRK-Schwester in Frankreich eingesetzt und war auch dort bei Lehrgängen sportliche Leiterin.

### Wirken nach dem Zweiten Weltkrieg
Nach dem Zweiten Weltkrieg widmete sich Schröder vor allem dem Wiederaufbau der regionalen Turnverbände. Das Amt der Frauenturnwartin im Barbarossa-Veldenz-Kreis, dem heutigen Turngau Sickingen, übergab sie 1948 an Lieselotte Steingötter. Sie selbst übernahm das Amt der Landesfrauenturnwartin im Pfälzer Turnerbund, das sie bis 1954 innehatte. Später war sie Landeskulturwartin, bis sie in den Ruhestand versetzt wurde. Der Pfälzer Turnerbund ernannte sie zum Ehrenmitglied. 1994 erhielt sie die Ehrengabe des Deutschen Turner-Bundes.
Bis in ihre letzten Tage verfolgte sie das Geschehen im Pfälzer Turnerbund. Immer wieder schrieb sie Freunden, wie sehr sie sich der Pfalz, den Turnerinnen und Turnern verbunden fühlte. Bis 1988, als sie fast 90 Jahre alt war, besuchte sie immer noch Turnstunden, gekleidet in ihr Outfit der Olympiade von 1936. Selbst nach ihrem 90. Geburtstag war die tägliche Gymnastik für sie so selbstverständlich wie das Zähneputzen.
Els Schröder starb wenige Tage vor ihrem 97. Geburtstag am 31. März 1996 in einem Krankenhaus in München.

## Positionen von Els Schröder und ihre Würdigung
Als einer ihrer Grundsätze formulierte Els Schröder 1932, im Zentrum des Turnens stehe der Mensch als Individuum mit Körper, Seele und Geist. Diese Einheit solle und müsse bei allem berücksichtigt werden. Daher sah sie später die Entwicklung des modernen Elitesports mit einem gewissen Maß an Skepsis.
Sie war begeistert von der Entwicklung verschiedener Stile im Bereich der Gymnastik und der Vielfalt der Möglichkeiten im Turnen. Sie begrüßte die Entwicklung, Turnen für alle Altersstufen anzubieten vom Kleinkind bis hin zu den Senioren. Das soziale Engagement der Vereine lag ihr am Herzen und sie freute sich über die wachsende Zahl von Frauen in der Organisation des Deutschen Turner-Bundes.
Els Schröder wurde manchmal in Anlehnung an „Turnvater Jahn“ als „Turnmutter Schröder“ bezeichnet. Heute wird sie als eine Frau gewürdigt, die für die Fähigkeiten von Frauen, ihre Führungsqualitäten und ihrer Bereitschaft, Verantwortung zu übernehmen steht und dafür, für die Rechte von Frauen einzutreten.

## Ehrungen
- Ehrenmitglied im Pfälzer Turnerbund
- Ehrengabe des Deutschen Turner-Bundes (1994)

## Els-Schröder-Preis
Alljährlich vergibt der Deutsche Turner-Bund den Els-Schröder-Preis für Frauen, die sich innovativ und gesellschaftspolitisch engagieren: für gleichberechtigte Partizipation von Männern und Frauen, für die Ermutigung von Frauen und Mädchen, Führungsämter zu übernehmen, für Projekte und Angebote für Frauen und Mädchen mit Migrationshintergrund.